# موسیقی باندا

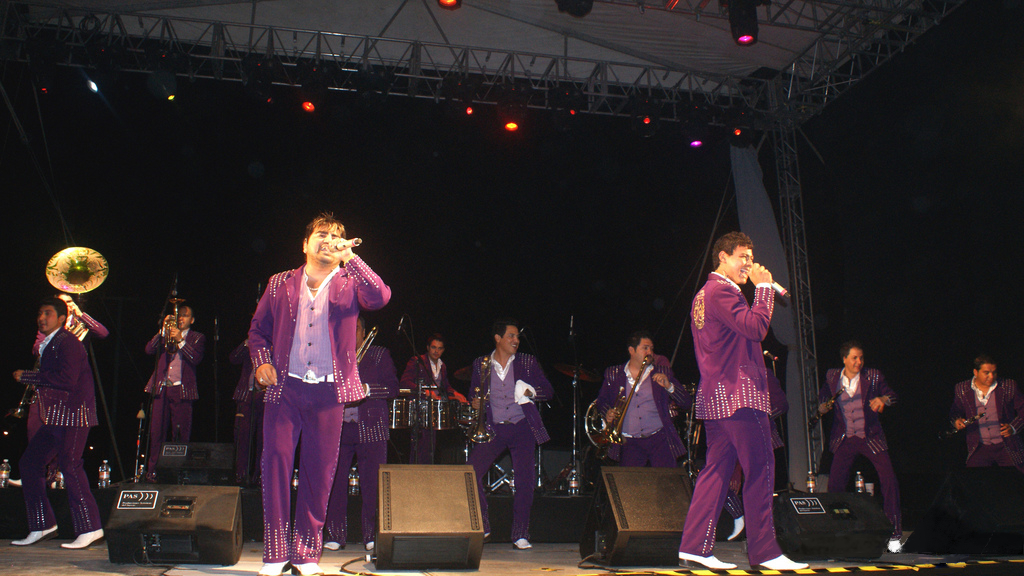
باندار اِل رِکُدو

باندا (به اسپانیایی: Banda) اصطلاحی برای تعیین یک سبک از موسیقی مکزیکی و موسیقی کنسرت گروه است که در آن عمدتاً از سازهای بادی و کوبه‌ای استفاده می‌شود.
بانداس طیف گسترده‌ای از آهنگ‌ها از جمله رانکراس، کُریدوس، کومبیاس، بالاداس، و بُلِروس را می‌نوازد.
پیشینهٔ موسیقی باندا در مکزیک به اواسط سدهٔ ۱۹ میلادی بازمی‌گردد که با ورود ابزارهای پیستون فلزی، افراد تلاش می‌کردند که آهنگ‌های نظامی را تقلید کنند. اولین گروه‌ها در جنوب و مرکز مکزیک شکل گرفتند. ابزارهای برنجی و سازهای بادی در ایالت اوآخاکا وجود دارد که به دههٔ ۱۸۵۰ میلادی بازمی‌گردد.